# Patricia García
Pour les articles homonymes, voir García.

a Compétitions nationales et continentales officielles uniquement.

b Matchs officiels uniquement.
Patricia García, née le 2 décembre 1989 à San Lorenzo de El Escorial (Espagne), est une joueuse internationale espagnole de rugby à XV et internationale de rugby à sept.

## Biographie
Patricia García intègre les sélections nationales de rugby à sept et de rugby à XV en 2010, année où l'équipe de rugby à sept remporte les FIRA European Sevens. En 2013, elle est présente au sein de cette sélection qui termine à la quatrième place de la coupe du monde disputée en Russie, battue par le Canada en demi-finale et par les États-Unis lors du match de la troisième place. 
Avec sa sélection, elle remporte à Dublin le tournoi qualificatif pour le tournoi olympique à Rio de Janeiro, première présence du rugby à sept au programme des Jeux olympiques. Lors de celui-ci, l'Espagne s'incline en quart de finale face à l'Australie sur le score de 24 à 0. Elle termine finalement septième après une victoire face aux Fidji sur le score de 21 à 0, avec onze points de Patricia García, soit un essai et trois transformations.
Lors du match contre l'Écosse avec la sélection espagnole de rugby à XV, en vue de la coupe du monde 2017, elle inscrit cinq points, une pénalité et une transformation lors d'une victoire 10 à 5. Elle inscrit 18 points lors de cette coupe du monde, deux pénalités et six transformations. L'Espagne termine dixième. 

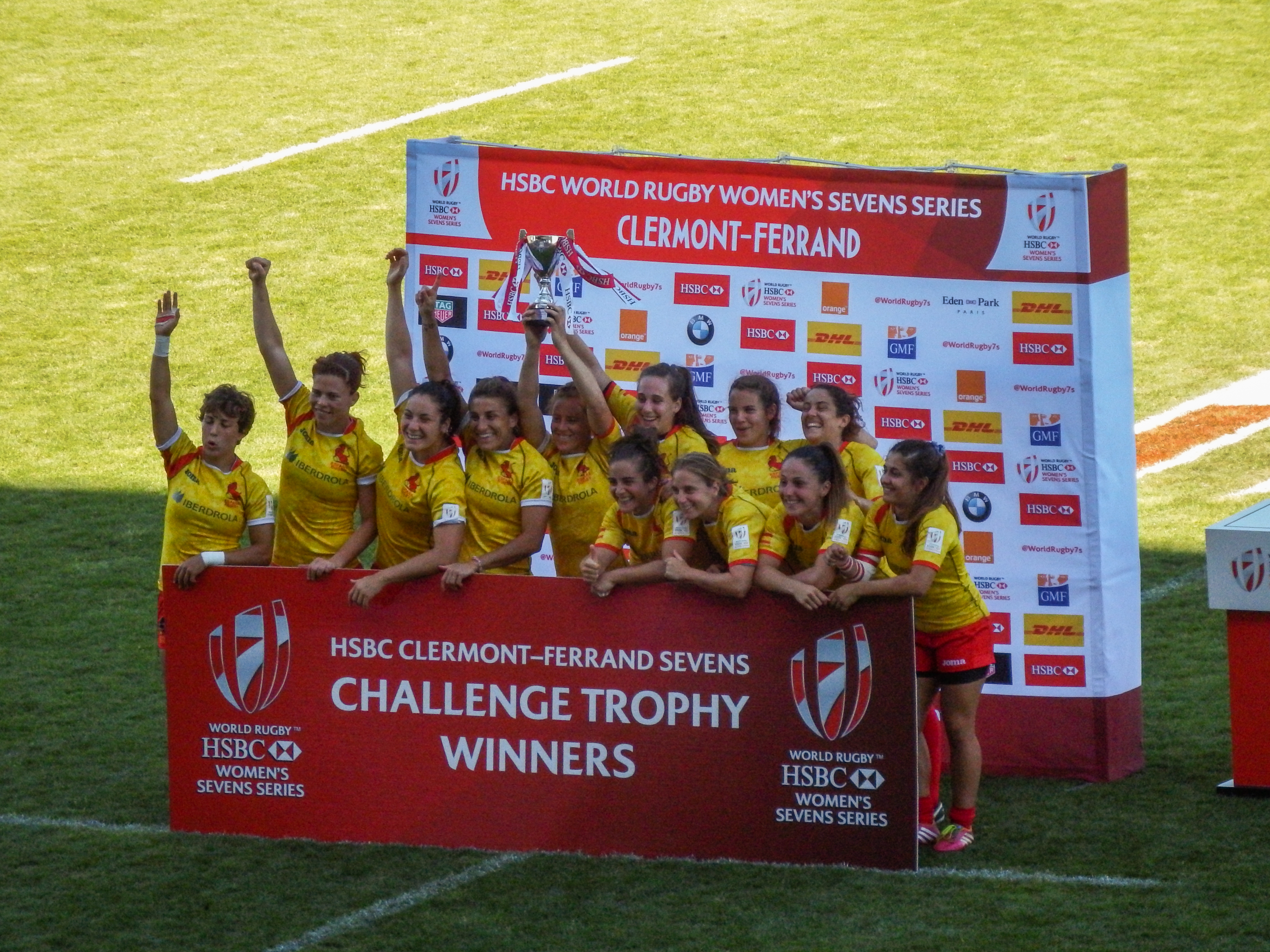
L'Espagne remporte le Challenge Trophy lors du tournoi de Clermont-Ferrand 2017.

Lors des World Rugby Women's Sevens Series, elle termine avec sa sélection la victoire du challenge trophy, tournoi disputé par les équipes non qualifiées pour le tour final, lors du tournoi de Clermont-Ferrand, dernière étape de la saison.
En 2018, lors des Sevens Series, elle termine dans l'équipe type de la compétition, avec les Australiennes Evania Pelite et Emma Tonegato, les Néo-Zélandaises Michaela Blyde et Portia Woodman, la Russe Baizat Khamidova et la Française Montserrat Amédée. Lors de la coupe du monde disputée à San Francisco, l'Espagne s'incline en quarts de finale face à l'Australie, puis s'impose face au Canada et l'Irlande pour terminer à la cinquième place de la compétition. Lors de celle-ci, elle participe à quatre rencontres, inscrit un essai et six transformations pour un total de 17 points.